# Baloise Glowi Lions
L'equip Telenet-Fidea Lions (codi UCI: TFL) és un equip ciclista belga, de ciclisme en ruta i ciclocròs. Creat al 2000, té categoria continental.

## Principals resultats
- Internationale Wielertrofee Jong Maar Moedig: Toon Aerts (2017)

### A les grans voltes
- Giro d'Itàlia
  - 0 participacions

- Tour de França
  - 0 participacions

- Volta a Espanya
  - 0 participacions

## Composició de l'equip
| \| Llista de l'equip 2016 \| Llista de l'equip 2016 \| Llista de l'equip 2016 \| Llista de l'equip 2016 \| \| Ciclista \| Data de naixement \| Equip previ \| \| \| --------------------------------------- \| ---------------------- \| ---------------------- \| ---------------------- \| \| Jim Aernouts \| 23 de març de 1989 \| \| \| \| Thijs Aerts (1 de maig–31 de des) \| 3 de novembre de 1996 \| \| \| \| Toon Aerts \| 19 de octubre de 1993 \| \| \| \| Nicolas Cleppe \| 12 de desembre de 1995 \| \| \| \| Kobe Goossens \| 29 de abril de 1996 \| \| \| \| Quinten Hermans \| 29 de juliol de 1995 \| \| \| \| Eli Iserbyt (1 de gen–19 de juny) \| 22 de octubre de 1997 \| \| \| \| Tom Meeusen \| 7 de novembre de 1988 \| \| \| \| Daan Soete \| 19 de desembre de 1994 \| \| \| \| Thijs van Amerongen \| 18 de juliol de 1986 \| \| \| \| Corné van Kessel \| 7 de agost de 1991 \| \| \| \| \| \| \| \| \| Fonts: ProCyclingStats Cycling Archives \| \| \| \|Nota: Jim Aernouts |                        |             |  |
| Llista de l'equip 2016 |                        |             |  |
| Ciclista | Data de naixement      | Equip previ |  |
| Jim Aernouts | 23 de març de 1989     |             |  |
| Thijs Aerts (1 de maig–31 de des) | 3 de novembre de 1996  |             |  |
| Toon Aerts | 19 de octubre de 1993  |             |  |
| Nicolas Cleppe | 12 de desembre de 1995 |             |  |
| Kobe Goossens | 29 de abril de 1996    |             |  |
| Quinten Hermans | 29 de juliol de 1995   |             |  |
| Eli Iserbyt (1 de gen–19 de juny) | 22 de octubre de 1997  |             |  |
| Tom Meeusen | 7 de novembre de 1988  |             |  |
| Daan Soete | 19 de desembre de 1994 |             |  |
| Thijs van Amerongen | 18 de juliol de 1986   |             |  |
| Corné van Kessel | 7 de agost de 1991     |             |  |
| |                        |             |  |
| Fonts: ProCyclingStats Cycling Archives |                        |             |  |

| \| Llista de l'equip 2017 \| Llista de l'equip 2017 \| Llista de l'equip 2017 \| Llista de l'equip 2017 \| \| Ciclista \| Data de naixement \| Equip previ \| \| \| -------------------------------- \| ---------------------- \| ----------------------- \| ---------------------- \| \| Jim Aernouts \| 23 de març de 1989 \| \| \| \| Thijs Aerts \| 3 de novembre de 1996 \| \| \| \| Toon Aerts \| 19 de octubre de 1993 \| \| \| \| Vincent Baestaens \| 18 de juny de 1989 \| Beobank-Corendon (2016) \| \| \| Nicolas Cleppe \| 12 de desembre de 1995 \| \| \| \| Quinten Hermans \| 29 de juliol de 1995 \| \| \| \| Tom Meeusen (1 de nov–24 de abr) \| 7 de novembre de 1988 \| \| \| \| Daan Soete \| 19 de desembre de 1994 \| \| \| \| Lars van der Haar \| 23 de juliol de 1991 \| Giant-Alpecin (2016) \| \| \| Corné van Kessel \| 7 de agost de 1991 \| \| \| \| \| \| \| \| \| Font: UCI \| \| \| \|Nota: Jim Aernouts |                        |                         |  |
| Llista de l'equip 2017 |                        |                         |  |
| Ciclista | Data de naixement      | Equip previ             |  |
| Jim Aernouts | 23 de març de 1989     |                         |  |
| Thijs Aerts | 3 de novembre de 1996  |                         |  |
| Toon Aerts | 19 de octubre de 1993  |                         |  |
| Vincent Baestaens | 18 de juny de 1989     | Beobank-Corendon (2016) |  |
| Nicolas Cleppe | 12 de desembre de 1995 |                         |  |
| Quinten Hermans | 29 de juliol de 1995   |                         |  |
| Tom Meeusen (1 de nov–24 de abr) | 7 de novembre de 1988  |                         |  |
| Daan Soete | 19 de desembre de 1994 |                         |  |
| Lars van der Haar | 23 de juliol de 1991   | Giant-Alpecin (2016)    |  |
| Corné van Kessel | 7 de agost de 1991     |                         |  |
| |                        |                         |  |
| Font: UCI |                        |                         |  |

## Classificacions UCI

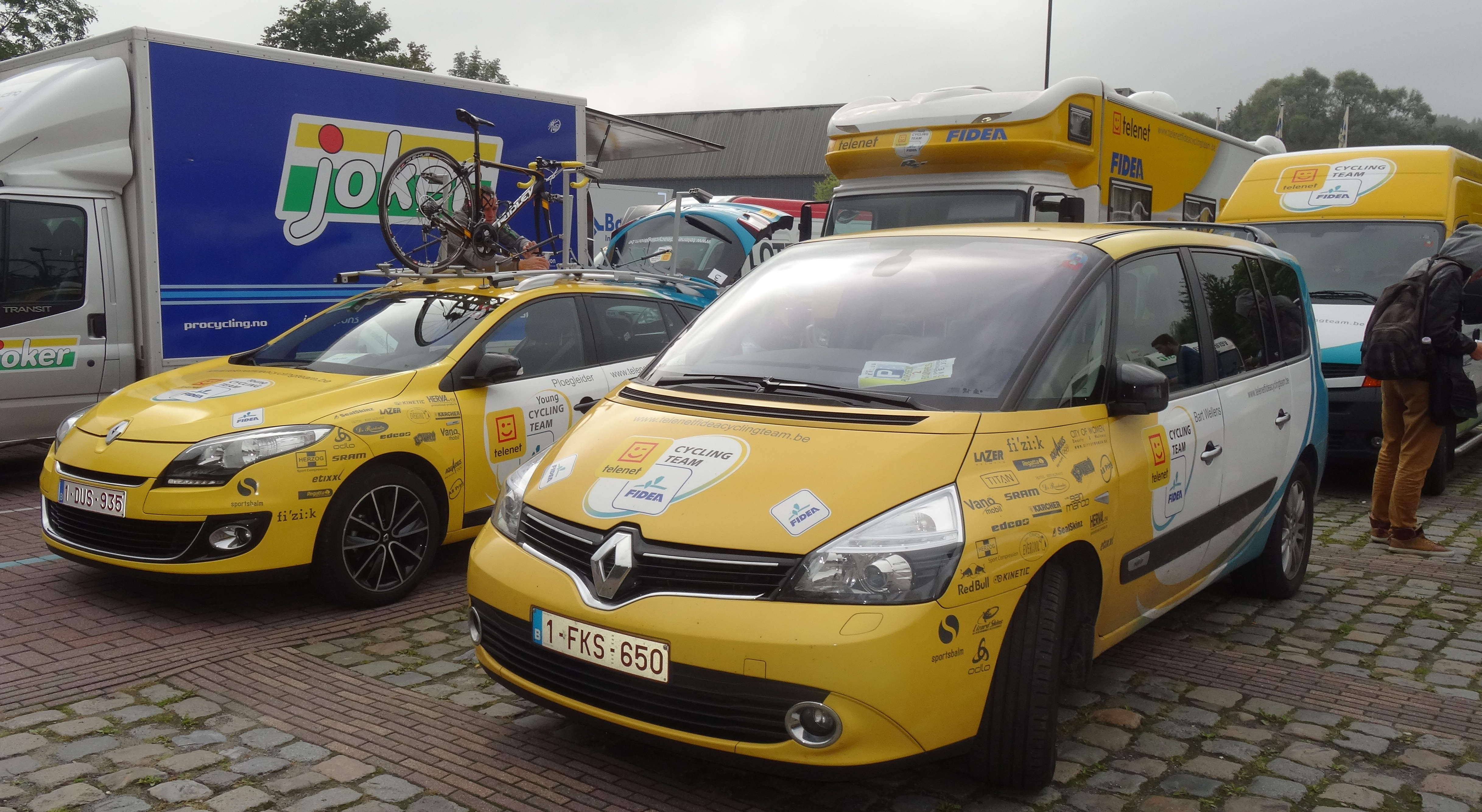
Vehicles de l'equip al 2014

A partir del 2005, l'equip participa en els Circuits continentals de ciclisme. La següent classificació estableix la posició de l'equip en finalitzar la temporada.
UCI Àsia Tour
| Temporada | Classificació per equips | Millor ciclista en la classificació individual |
| --------- | ------------------------ | ---------------------------------------------- |
| 2007      | 27è                      | Zdeněk Štybar (120è)                           |

UCI Europa Tour
| Temporada | Classificació per equips | Millor ciclista en la classificació individual |
| --------- | ------------------------ | ---------------------------------------------- |
| 2005      | 114è                     | Zdeněk Štybar (1134è)                          |
| 2006      | 106è                     | Zdeněk Štybar (571è)                           |
| 2007      | 96è                      | Jempy Drucker (380è)                           |
| 2008      | 100è                     | Kevin Pauwels (686è)                           |
| 2009      | 114è                     | Kevin Pauwels (794è)                           |
| 2010      | 84è                      | Kevin Pauwels (606è) · Zdeněk Štybar (606è)    |
| 2011      | 86è                      | Tom Meeusen (230è)                             |
| 2012      | 109è                     | Tom Meeusen (589è)                             |
| 2013      | -                        | -                                              |
| 2014      | -                        | -                                              |
| 2015      | -                        | -                                              |
| 2016      | 132è                     | Tom Meeusen (1515è)                            |
| 2017      | 83è                      | Corné van Kessel (482è)                        |